# San Mauro di Saline
San Mauro di Saline (velenceiül Sałine) település Olaszországban, Veneto régióban, Verona megyében. Lakosainak száma 575 fő (2023. január 1.). San Mauro di Saline Badia Calavena, Rovere Veronese, Tregnago, Velo Veronese és Verona községekkel határos.

## Népesség
A település népességének változása:
| Lakosok száma | 563  | 568  | 575  |
|               | 2017 | 2018 | 2023 |